# 都金州
都金州，唐朝在越南境内设立的州。
治所在温泉县（今越南宣光省咸安县）。辖境相当今越南境内明江下游地区。总章年间，招慰蛮獠设置羁縻都金州，属于交州都督府。 681年，改属安南都护府。757年，改属镇南都护府。765年，改属安南都护府。839年，分置平原州。864年，改属容管经略使。866年，改属安南都护府。后废。